# ربيع عبد الله
ربيع عبد الله (بالإنجليزية: Rabih Abdullah)‏ هو لاعب كرة قدم أمريكية أمريكي، ولد في 27 أبريل 1975 في مارتينسفيل في الولايات المتحدة.

## وصلات خارجية
- ربيع عبد الله على موقع مرجع كرة القدم المحترفة.كوم (الإنجليزية)